# ITF Tokio
Das ITF Tokio (offiziell: Ando Securities Open Tokyo) ist ein Tennisturnier des ITF Women’s Circuit, das in Tokio, Japan ausgetragen wird.

## Siegerliste

### Einzel
| Jahr                      | Siegerin          | Finalgegnerin      | Ergebnis          |
| ------------------------- | ----------------- | ------------------ | ----------------- |
| ↓ Kategorie: $50.000 ↓    |                   |                    |                   |
| 2006                      | Ayumi Morita      | Chan Yung-jan      | 3:6, 6:3, 6:4     |
| 2007                      | Sophie Ferguson   | Zaho Yijing        | 6:2, 6:4          |
| 2008                      | Ayumi Morita      | Jarmila Gajdošová  | 6:2, 2:6, 6:3     |
| ↓ Kategorie: $100.000+H ↓ |                   |                    |                   |
| 2009                      | Julie Coin        | Olha Sawtschuk     | 7:66, 4:6, 7:66   |
| 2010                      | Ayumi Morita      | Jill Craybas       | 6:3, 7:5          |
| ↓ Kategorie: $100.000 ↓   |                   |                    |                   |
| 2015                      | Zhang Shuai       | Nao Hibino         | 6:4, 6:1          |
| 2016                      | Zhang Shuai       | Dalma Gálfi        | 4:6, 7:62, 6:2    |
| 2017                      | Zhang Shuai       | Mihaela Buzărnescu | 6:4, 6:0          |
| 2018                      | nicht ausgetragen | nicht ausgetragen  | nicht ausgetragen |
| 2019                      | Zhang Shuai       | Jasmine Paolini    | 6:3, 7:5          |
| 2022                      | Wang Xinyu        | Moyuka Uchijima    | 6:1, 4:6, 6:3     |
| 2023                      | Viktorija Golubic | Wang Xiyu          | 6:3, 3:6, 6:4     |

### Doppel
| Jahr                      | Siegerinnen                      | Finalgegnerinnen                 | Ergebnis           |
| ------------------------- | -------------------------------- | -------------------------------- | ------------------ |
| ↓ Kategorie: $50.000 ↓    |                                  |                                  |                    |
| 2006                      | Līga Dekmeijere Ayami Takase     | Yurika Sema Mari Tanaka          | 7:63, 6:3          |
| 2007                      | Rika Fujiwara Junri Namigata     | Kumiko Iijima Akiko Yonemura     | 3:6, 7:64, [10:5]  |
| 2008                      | Kimiko Date-Krumm Rika Fujiwara  | Chan Chin-wei Chen Yi            | 7:5, 6:3           |
| ↓ Kategorie: $100.000+H ↓ |                                  |                                  |                    |
| 2009                      | Chan Yung-jan Ayumi Morita       | Kimiko Date-Krumm Rika Fujiwara  | 6:2, 6:4           |
| 2010                      | Jill Craybas Tamarine Tanasugarn | Urszula Radwańska Olha Sawtschuk | 6:3, 6:1           |
| ↓ Kategorie: $100.000 ↓   |                                  |                                  |                    |
| 2015                      | Shūko Aoyama Makoto Ninomiya     | Eri Hozumi Kurumi Nara           | 3:6, 6:2, [10:7]   |
| 2016                      | Rika Fujiwara Yūki Naitō         | Jamie Loeb An-Sophie Mestach     | 6:3, 6:712, [10:8] |
| 2017                      | Rika Fujiwara Yūki Naitō         | Eri Hozumi Junri Namigata        | 6:1, 6:3           |
| 2018                      | nicht ausgetragen                | nicht ausgetragen                | nicht ausgetragen  |
| 2019                      | Choi Ji-hee Han Na-lae           | Haruka Kaji Junri Namigata       | 6:3, 6:3           |
| 2022                      | Hsieh Yu-chieh Jessy Rompies     | Mai Hontama Junri Namigata       | 6:4, 6:3           |
| 2023                      | Jessika Ponchet Bibiane Schoofs  | Alicia Barnett Olivia Nicholls   | 4:6, 6:1, [10:7]   |

## Quelle
- ITF Homepage